# Mordechai Burnstein
Mordechai Burnstein  (n. 1922, Iugoslavia – d. mai 2005, Ierusalim, Palestina) a fost un rabin și sionist român. În România, acesta a fost profesor de limba ebraică și rabin în București. Din cauza neînțelegerilor cu autoritățile comuniste, a fost nevoit să plece în Israel în anul 1962, unde a fost unul dintre liderii comunității române, fiind rabin, profesor, prezentator de radio și traducător în limba română. 